# Neskaupstaður

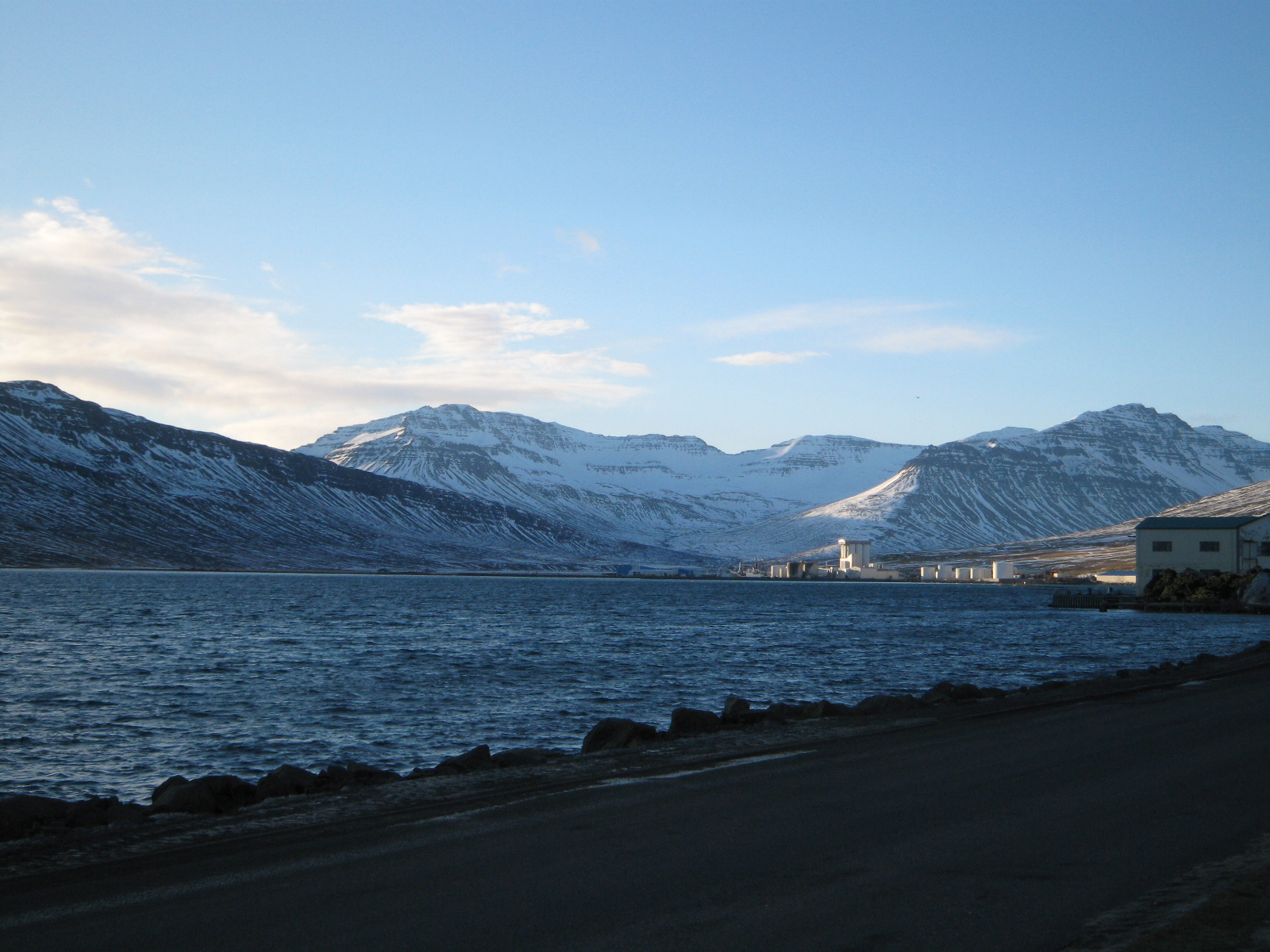
Neskaupstaður im Winter

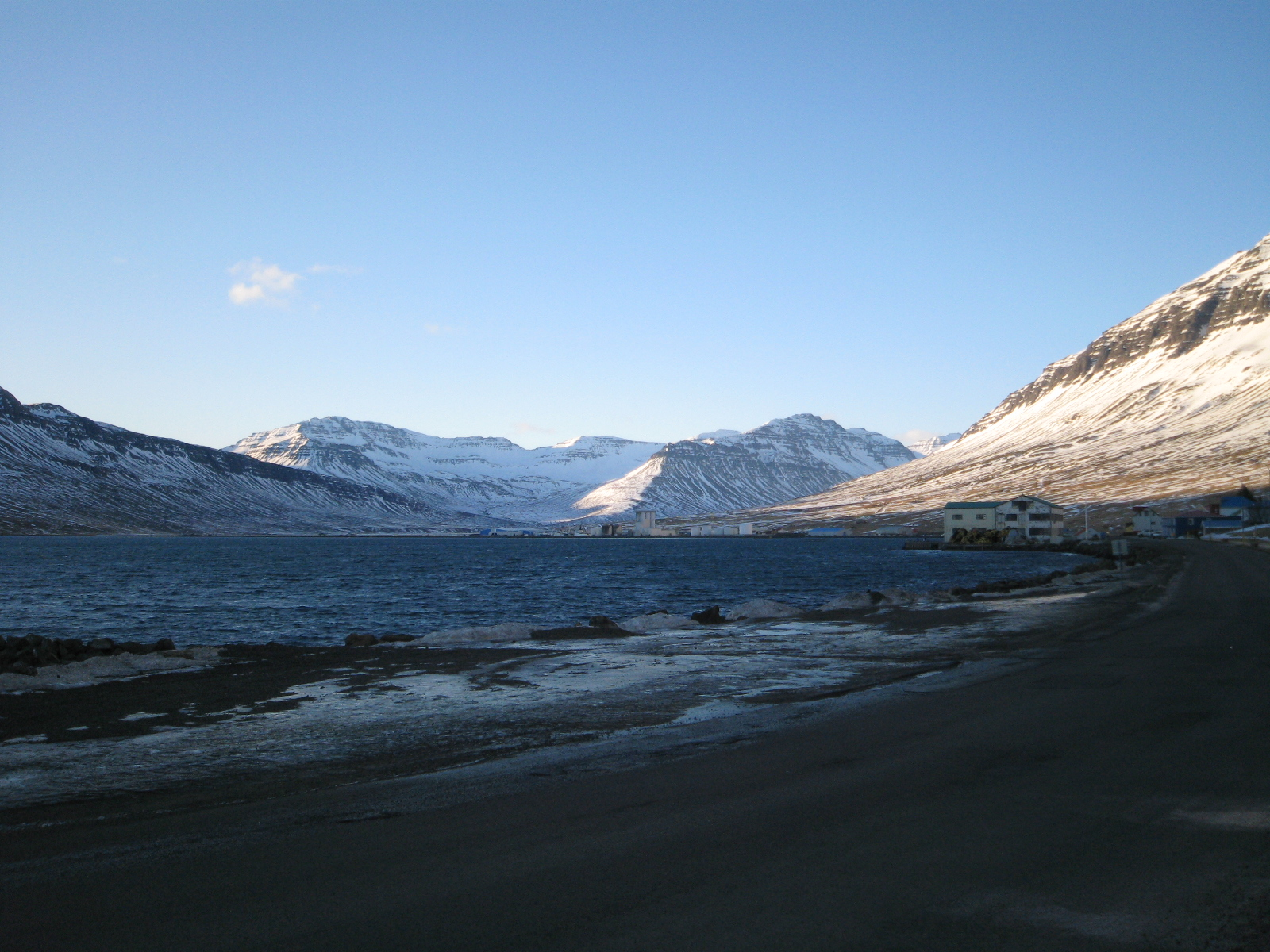
Neskaupstaður

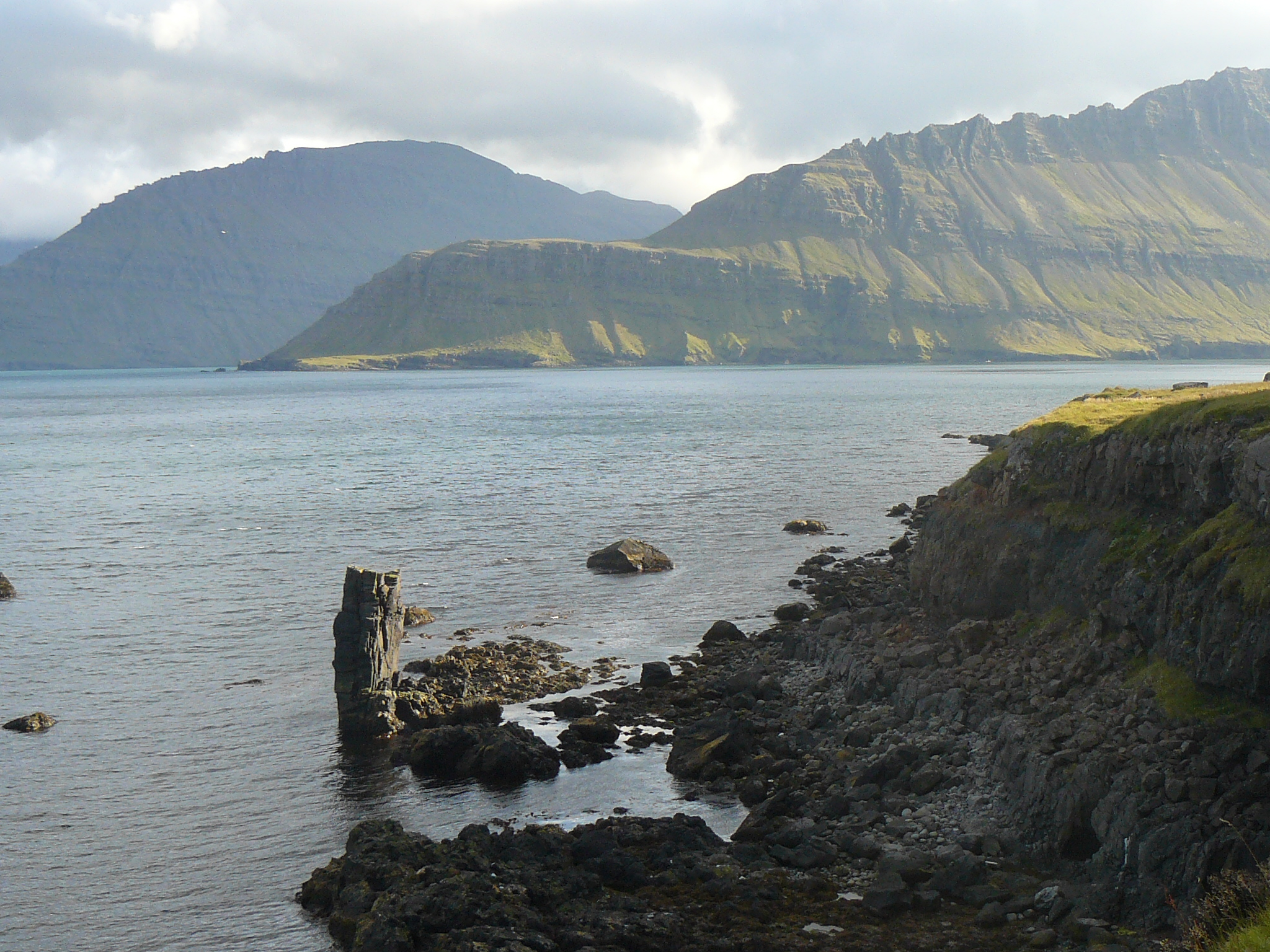
Norðfjörður

Neskaupstaður [ˈnɛːskøy̑pstaːðʏr] ist eine an der Ostküste Islands gelegene Stadt mit 1469 Einwohnern (Stand: 1. Januar 2023). Sie befindet sich am Norðfjörður und ist eingerahmt von bis zu 1.000 m hohen Bergrücken.
Die gleichnamige ehemalige Gemeinde gehört seit dem 7. Juni 1998 zur Gemeinde Fjarðabyggð. 1994 war die Landgemeinde Norðfjörður (Norðfjarðarhreppur) nach Neskaupstaður eingemeindet worden.

## Geschichte
Die Gegend ist seit der Zeit der Landnahme Islands im 9. und 10. Jahrhundert besiedelt, der erste Hof hier war der Hof Nes, auf dessen Land sich die heutige Stadt teilweise befindet. Laut Landnámabók hieß der erste Siedler auf diesem Hof Egill rauði. Eigennamen verweisen darauf, dass die Nähe zu ergiebigen Fischgründen schon früh genutzt wurde. Auch lagen in späteren Jahrhunderten gerne ausländische Fischkutter, vor allem der Holländer und Franzosen, bei der Sandbank Neseyri. Ab den 1870er Jahren waren es die Leute von den Färöer-Inseln sowie die Norweger, die hier den Hering fingen. Zu dieser Zeit begann man auch mit der Fischverarbeitung im größeren Stil vor Ort. 1895 zählte der Ort 180 Einwohner.
1892 wurde am Platz des heutigen Ortes am Norðfjörður eine Handelsstation eröffnet. Aufgrund ihrer Lage war die Stadt bei schlechter Witterung lange von der Außenwelt abgeschnitten. Dennoch wurde sie durch Heringsfang und Salzfischverarbeitung zeitweilig ein bedeutender Handelsplatz. Aufgrund dieser Möglichkeiten wuchs die Einwohnerzahl rasch an und so konnte der Ort 1913 schon 636 Einwohner vorweisen. Seither ist die Einwohnerzahl weiter angewachsen, man lebt neben Fischfang und -verarbeitung vor allem von Gewerbe, Handel und Dienstleistungen, wozu der Tourismus als Wachstumsbranche zählt. Der Ort beherbergt u. a. auch das Bezirkskrankenhaus.
Neskaupstaður erwarb 1929 die Stadtrechte und ist heute der größte Ort der Gemeinde Fjarðarbyggð.
Fast die ganze zweite Hälfte des 20. Jahrhunderts wurde die Gemeinde sozialistisch regiert, hat daher den Spitznamen Litla Moskva.
Ein tragisches Ereignis in der Stadt begab sich Mitte der 1970er Jahre, als eine Lawine mehrere Häuser zerstörte und 12 Menschen in den Tod riss. Zum Andenken daran wurde ein Denkmal im kleinen Park in der Innenstadt errichtet. Inzwischen wird der Ort durch umfangreiche Verbauungen abgesichert.

## Umgebung, Wetter und Natur
Typisch für die Fjordlage ist recht mildes Wetter im Sommer, andererseits sind die Ostfjorde für schneereiche Winter bekannt, weshalb man auch oberhalb des Ortes am Pass Oddsskarð ein Skigebiet mit Liften und Flutlichtanlagen betreibt.
Die unteren Hänge der hohen umgebenden Bergrücken und das flache Fjordinnere sind bewachsen mit Gras und Blaubeersträuchern. Es gibt eine Waldaufzucht oberhalb der Stadt.
Verschiedene Enten und Gänse sind im Fjord und in der Lagune im Fjordinneren zu Hause. Außerdem sieht man verschiedene andere typische Vogelarten Islands und Tauben. Man kann Rentiere entdecken, selten sieht man Polarfüchse. Am Fjordende und in der Lagune gibt es Seehunde. Die Fischerboote fangen auch manchmal im Fjord Heringe. Im Fluss Norðfjarðará gibt es Forellen und Saiblinge.
Nutztiere wie Schafe, Pferde und Hühner werden von den Bauern gehalten.

## Verkehr
Neskaupstaður ist über Norðfjarðarvegur  zu erreichen, der seit November 2017 durch den 7542 m langen Norðfjarðargöng verläuft.
Davor führte die Straße mit engen Windungen, steile Anstiege und Gefälle über den Pass Oddsskarð (705 m) und seit 1977 durch den 626 m langen Tunnel Oddsskarðsgöng
Der Tunnel liegt 632 m über dem Meeresspiegel, war nicht wintersicher und ist jetzt stillgelegt.
Neskaupstaður besitzt einen Hafen, der vor allem von den Fischerbooten der Fischfabrik genutzt wird. Es existiert außerdem eine Bootsverbindung in den bewohnten, aber im Winter nicht per Auto erreichbaren Mjóifjörður.
Im Fjordinneren gibt es einen Flugplatz, der fast ausschließlich für Patiententransporte des Krankenhauses genutzt wird.

## Wirtschaft
Ein wichtiger Arbeitgeber in der Stadt ist die heringverarbeitende Fischfabrik Síldarvinnslan. Außerdem ist das Krankenhaus ein weiterer großer Arbeitgeber.

## Versorgung
Zur medizinischen Versorgung gibt es in Neskaupstaður ein Krankenhaus mit Möglichkeiten der allgemeinen medizinischen, aber auch chirurgischen Versorgung sowie einer Wöchnerinnenstation. Das nächste, besser ausgestattete Krankenhaus liegt im 400 km entfernten Akureyri oder in Reykjavík. Angeschlossen ist außerdem eine Pflegestation und ein betreutes Wohnheim für Ältere. Darüber hinaus gibt es ein Gesundheitszentrum (Heilsugaeslustöð), eine Apotheke und einen Zahnarzt.
Zwei Tankstellen und eine Werkstatt versorgen die mobilen Bedürfnisse.
Es gibt zwei Supermärkte und verschiedene, kleine Läden (Sport, Alkohol, Kleidung, Kinderkleidung und Babywaren, Handarbeitszubehör und Blumen, Elektronik) und Handwerksbetriebe wie Friseure.
Zwei Außenstellen von Banken kümmern sich um die finanziellen Angelegenheiten.

## Bildung und Ausbildung
In Neskaupstaður gibt es zwei Kindergärten, eine Grundschule sowie die Real- und Berufsschule für Ostisland (Verkmenntaskóli Austurlands) mit Internat. Es gibt eine bekannte Musikschule und ein Bildungsnetzwerk mit verschiedenen Angeboten, u. a. Fernkurse verschiedener Hochschulen in Island, aber auch Volkshochschulkurse.

## Kirche
Die heutige evangelisch-lutherische Neskirkja wurde 1896–97 errichtet, nachdem ihre Vorgängerin in einem Sturm davongeweht worden war. Sie besteht in ihrem Kern aus Holz und steht seit 1990 unter Denkmalschutz.

## Tourismus und Freizeit
Der Ort ist weniger bekannt, aber reizvoll gelegen und bietet dem Touristen viele Möglichkeiten.
Es gibt neben einem Sommerhotel und zwei festen Hotels sowie Gästezimmern Farmurlaub mit Reitmöglichkeiten und auch einen Campingplatz.
In einem Café kann man Kaffee und Kuchen bekommen, Restaurants bieten unterschiedlichste Speisen und eine Tankstelle Fast-Food an.
Östlich des Ortes befindet sich ein Naturschutzgebiet mit oft markierten Spazier- und Wanderwegen z. B. zu der vom Meer erodierten Felsaushöhlung Páskahellir (deutsch: Osterhöhle). Außerdem gibt es eine Vielzahl von weiteren Wandermöglichkeiten, auch in den Nachbarfjord Mjóifjörður oder zwei unbewohnte Fjorde nördlich des Ortes. Weitere Spazierwege gibt es im Wiederaufforstungsgebiet und um den großen Lawinenschutzwall oberhalb der Stadt. Im Seldalur, durch das die Straße vom Pass führt, findet man einen Wasserfall namens Hengifoss.
Im Fluss Norðfjarðará kann man mit Lizenz Forellen und Saiblinge angeln.
Es gibt auch die Möglichkeit, im Sommer mit einem Ausflugsboot Fahrten zu machen.
Verschiedene Sportvereine geben Anwohnern und Besuchern die Möglichkeit, ihre Freizeit zu gestalten. Des Weiteren stehen etwas außerhalb ein Golfplatz und ein Schwimmbad mit Sauna und einem Fitnessstudio zur Verfügung.
Am Fjord in der Innenstadt kann man ein Museum mit Abteilungen Natur, Fischerei und Werken des in Island bekannten Malers Tryggvi Ólafsson besichtigen, der von hier stammt.
Es gibt weiterhin mehrere Denkmäler und Kunstwerke zu entdecken, z. B. im kleinen Park beim Schwimmbad in der Stadtmitte.
Mehrere Festivals werden jeden Sommer abgehalten. So finden in der Stadt das Familienfest Neistaflug am Verslunarmannahelgi Mitte August sowie das jährliche, mehrtägige Heavy-Metal-Ereignis Eistnaflug statt, zu denen mehrere Hundert Fans aus ganz Island kommen.

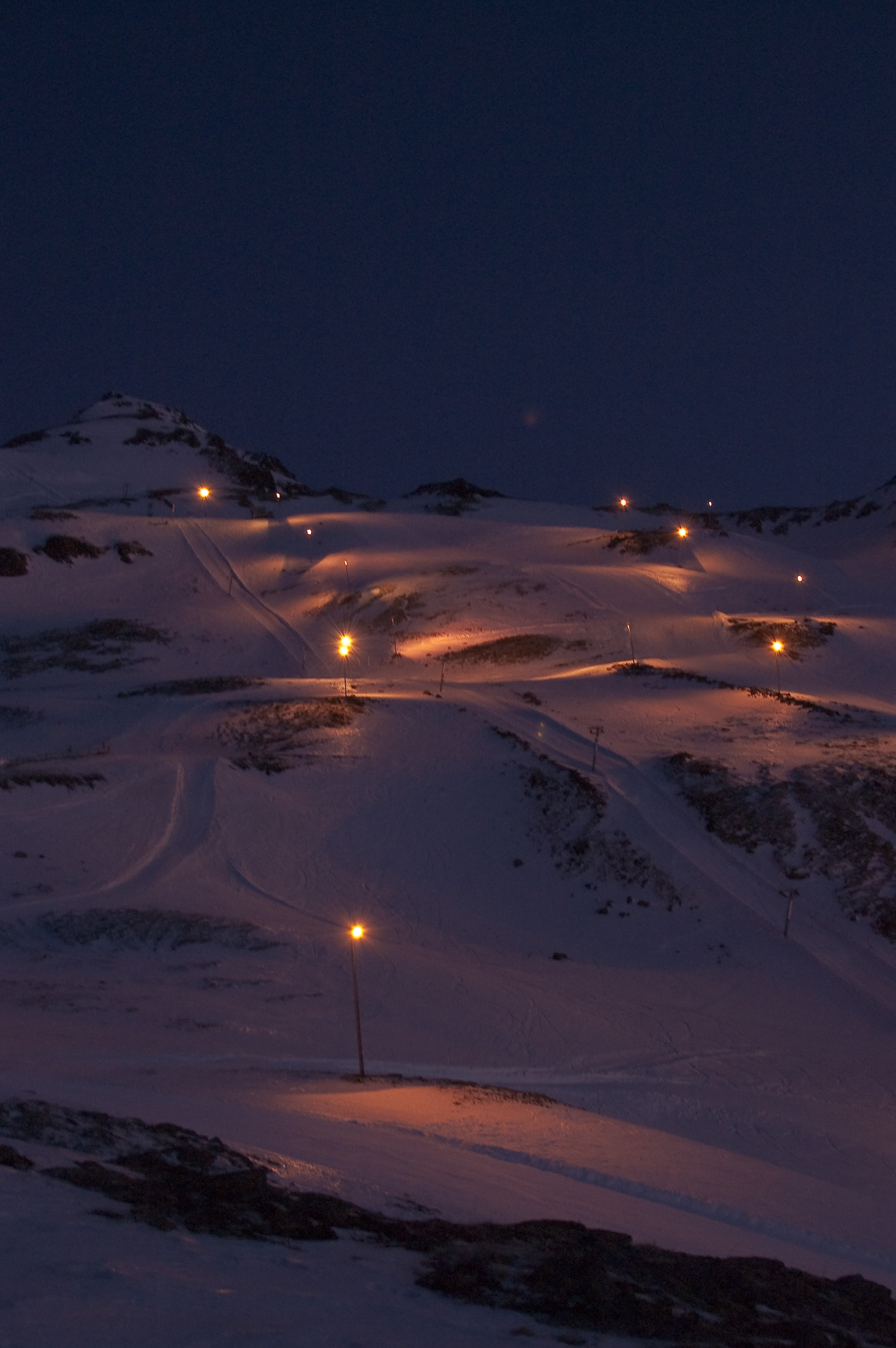
Oddsskarð-Skigebiet

Im Winter kann man das Skigebiet mit Anfängerhügel und zwei unterschiedlich langen Abfahrten nutzen.